# Рисиманово
Рисима́ново (болг. Рисиманово) — село в Старозагорській області Болгарії. Входить до складу общини Раднево.

## Населення
За даними перепису населення 2011 року у селі проживали 95 осіб.
Національний склад населення села:
| Національність   | Кількість осіб | Відсоток |
| ---------------- | -------------- | -------- |
| болгари          | 89             | 93,7%    |
| цигани           | 5              | 5,3%     |
| Всього відповіли | 95             |          |

Розподіл населення за віком у 2011 році:
Динаміка населення: